# Acanthobrahmaea
Acanthobrahmaea este un gen de molii din familia Brahmeidelor. 

## Specii
- Acanthobrahmaea europaea (Hartig, 1963)